# 10120 Ypres
10120 Ypres este un asteroid din centura principală, descoperit pe 18 decembrie 1992, de Eric Elst.